# Erin Woodley
Erin S. Woodley (* 6. Juni 1972 in Mississauga, Ontario) ist eine ehemalige kanadische Synchronschwimmerin.

## Erfolge
Erin Woodley war ab 1989 Mitglied der kanadischen Nationalmannschaft der Juniorinnen und wurde mit ihr 1991 im Mannschaftswettbewerb Juniorinnen-Vizeweltmeisterin. Im selben Jahr sicherte sie sich bei den Erwachsenen bei den Panamerikanischen Spielen in Havanna ebenfalls eine Silbermedaille, als sie mit der Mannschaft Rang zwei belegte. 1994 gewann sie im Duett mit Lisa Alexander die Goldmedaille bei den Commonwealth Games in Victoria und Silber bei den Weltmeisterschaften in Rom. Außerdem wurde sie auch mit der Mannschaft Vizeweltmeisterin. Mit Alexander folgte bei den Panamerikanischen Spielen in Mar del Plata der Gewinn einer weiteren Silbermedaille im Duett und auch in der Mannschaftskonkurrenz sicherte sich Woodley einmal mehr eine Silbermedaille. Ein Jahr darauf gehörte sie zum kanadischen Aufgebot bei den Olympischen Spielen 1996 in Atlanta. Zusammen mit Karen Clark, Sylvie Fréchette, Janice Bremner, Karen Fonteyne, Christine Larsen, Valérie Hould-Marchand, Cari Read und Lisa Alexander gelang ihr im Mannschaftswettbewerb mit 98,367 Punkten das zweitbeste Ergebnis des Wettkampfs, womit die Kanadierinnen hinter der mit 99,720 Punkten siegreichen Mannschaft der Vereinigten Staaten erneut die Silbermedaille gewannen. Bronze ging an Japan mit 97,753 Punkten.
Nach den Spielen beendete sie ihre Karriere und arbeitete danach unter anderem auch als Synchronschwimmtrainerin.